# Hoplitendemis centraspis
Hoplitendemis centraspis är en fjärilsart som beskrevs av Diakonoff 1973. Hoplitendemis centraspis ingår i släktet Hoplitendemis och familjen vecklare. Inga underarter finns listade i Catalogue of Life.